# 開封駅
開封駅（かいほうえき）は河南省開封市禹王台区中山路南段にある中国鉄路総公司（CR、中国国鉄）の駅。

## 概要
隴海線と鄭開都市間鉄道の接続駅である。1909年（宣統元年）開業した一等駅で、郵便番号は475003。旅客、手荷物託送、貨物は車扱、バラ積み、コンテナ貨物を取り扱い、車扱貨物の発送前の一時保管も行う。危険物貨物は取り扱わない。

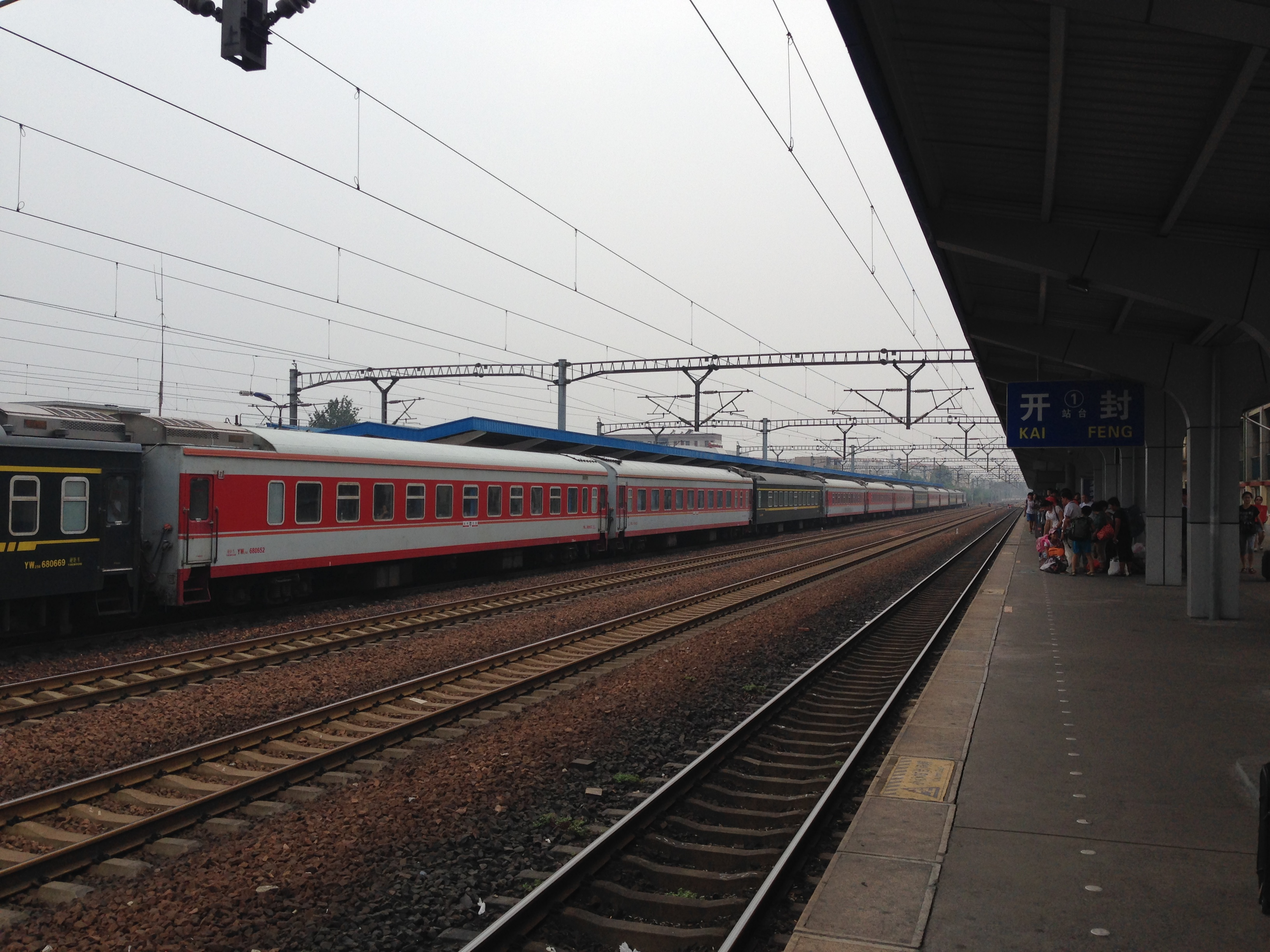
開封駅1番ホーム

## 隣の駅
中国国鉄
隴海線
開封東駅 - 開封駅 - 杏花営駅
鄭開都市間鉄道
宋城路駅 - 開封駅